# Ferris Wheel
Ferris Wheel var världens första pariserhjul. Det konstruerades av George Ferris till världsutställningen i Chicago 1893 i delstaten Illinois i USA och var, med en höjd på mer än 80 meter, dess huvudattraktion.
När utställningen stängde monterades hjulet ner och magasinerades tills det år 1895 flyttades till Lincoln Park i Chicago. När 
bröderna Lumière filmade en gatukorsning i staden året efter kunde man se pariserhjulet i bakgrunden. År 1904 flyttades det till världsutställningen i Saint Louis i delstaten Missouri och revs två år senare med hjälp av dynamit.

## Konstruktion

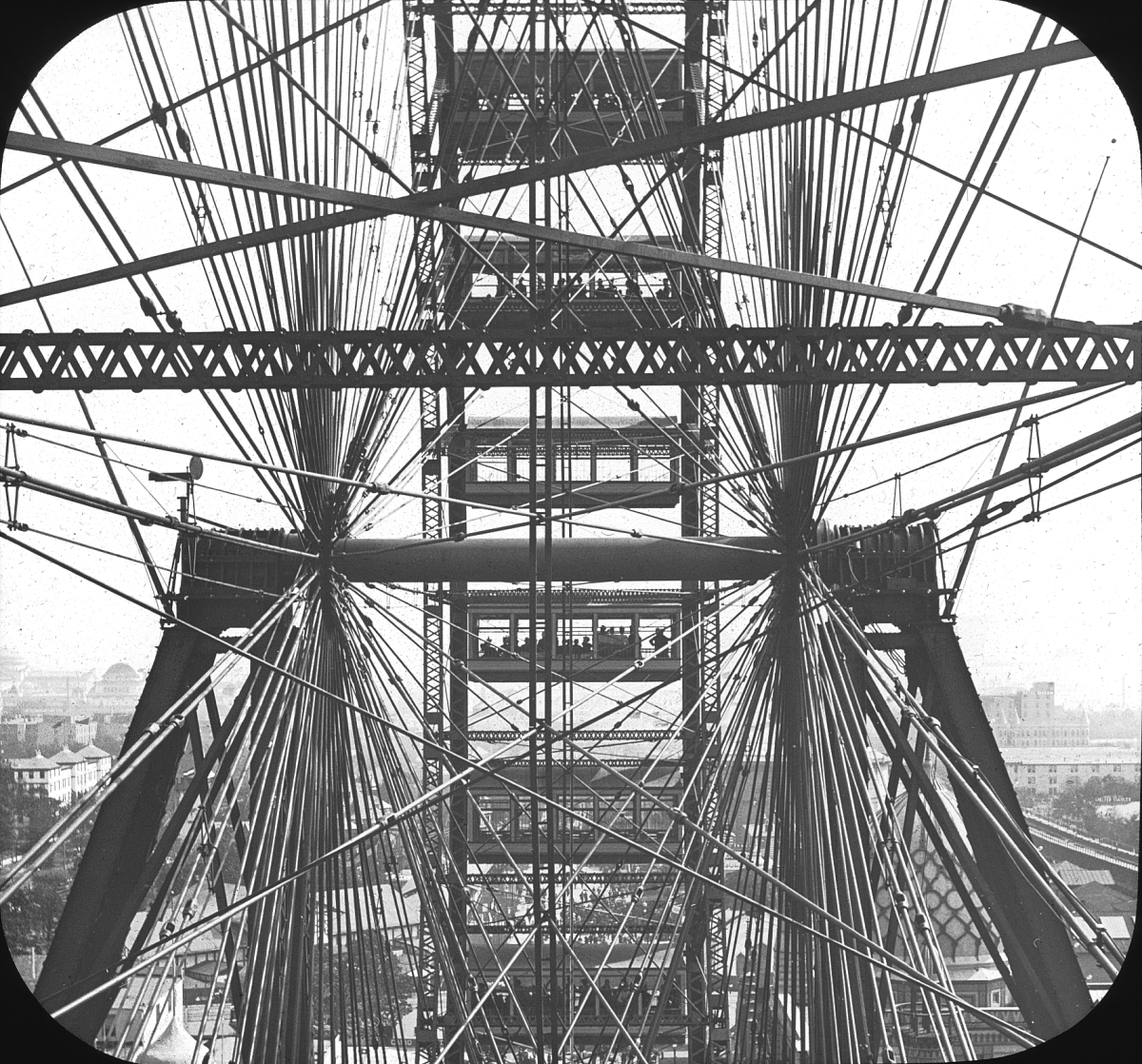
Detalj av pariserhjulet.

Ferris Wheel skulle, liksom Eiffeltornet i Paris, vara ett exempel på dåtidens ingenjörskonst. Det byggdes med fackverksteknik och stagades upp med 6 centimeter tjocka stålekrar. Hjulet roterade på en 14 meter lång, ihålig axel som vägde 40,5 ton. Den hade gjutits i ett stycke och var försedd med två gjutna nav med en diameter på 4,9 meter. Två ångmaskiner med vardera 1 000 hästkrafter drev hjulet runt. De 36 gondolerna var stora som en mindre buss och rymde 60 personer vardera.